# Ventrifossa mystax
Ventrifossa mystax és una espècie de peix de la família dels macrúrids i de l'ordre dels gadiformes.

## Morfologia
- Els mascles poden assolir 30 cm de llargària total.[4][5]

## Hàbitat
És un peix d'aigües profundes que viu entre 421-832 m de fondària.

## Distribució geogràfica
Es troba a prop de Kenya, des de l'Ilha do Bazaruto (Moçambic) fins al nord-oest de St. Helen Bay (Sud-àfrica) i, també, al nord de Madagascar.